# 鳥取県道253号岩屋谷米子線
鳥取県道253号岩屋谷米子線（とっとりけんどう253ごう いわやだによなごせん）は、鳥取県西伯郡伯耆町から米子市に至る一般県道である。

## 概要
西伯郡伯耆町岩屋谷から米子市奥谷に至る。

### 路線データ
- 起点：鳥取県西伯郡伯耆町岩屋谷（鳥取県道160号福頼市山伯耆大山停車場線交点）
- 終点：鳥取県米子市奥谷（米子高校入口交差点、鳥取県道・島根県道102号米子広瀬線交点）

## 路線状況

### 重複区間
- 鳥取県道244号境車尾線（米子市榎原・新青木橋西詰交差点 - 米子市兼久）

### 道路施設

#### 橋梁
- 新青木橋（法勝寺川、米子市）
- 桜美橋（米子市）

## 地理

### 通過する自治体
- 鳥取県
  - 西伯郡伯耆町 - 米子市

### 交差する道路
| 交差する道路                                                       | 市町村名 | 市町村名 | 交差する場所 | 交差する場所              |
| ------------------------------------------------------------------ | -------- | -------- | ------------ | ------------------------- |
| 鳥取県道160号福頼市山伯耆大山停車場線 鳥取県道316号米子岸本線 重複 | 西伯郡   | 伯耆町   | 岩屋谷       | 起点                      |
| 鳥取県道244号境車尾線 重複区間起点                                 | 米子市   | 米子市   | 榎原         | 新青木橋西詰交差点        |
| 鳥取県道244号境車尾線 重複区間終点                                 | 米子市   | 米子市   | 兼久         |                           |
| 鳥取県道・島根県道102号米子広瀬線                                  | 米子市   | 米子市   | 奥谷         | 米子高校入口交差点 / 終点 |

### 沿線
- 米子市立尚徳小学校
- 鳥取県立米子高等学校
- 米子市立成実小学校